# Attaques de fermes en Afrique du Sud

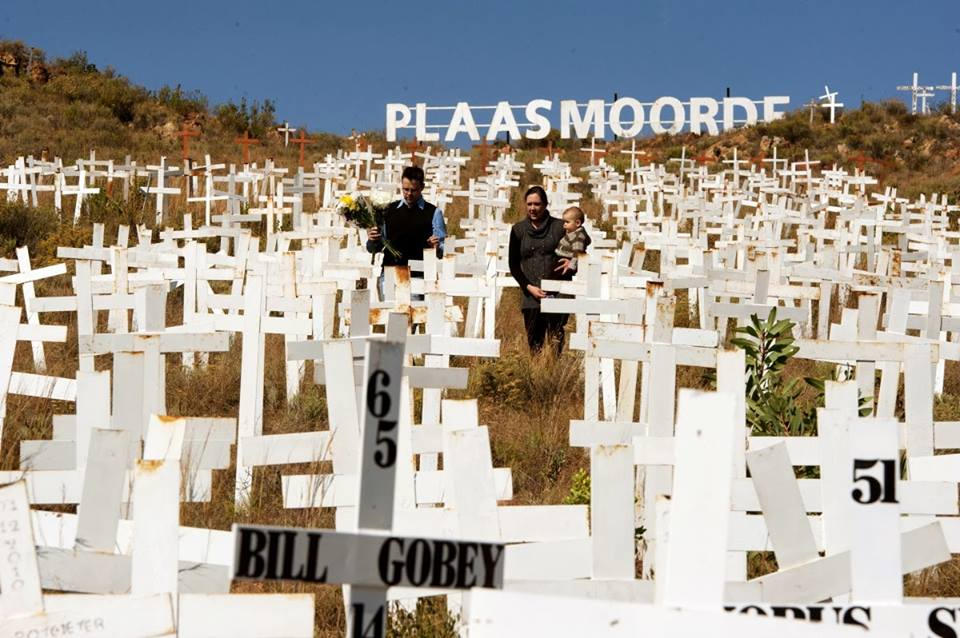
Le monument Witkruis situé à Ysterberg, près de Pietersburg, est une série de plus de 4000 croix blanches (Witkruis) érigées depuis 2003 à la mémoire des agriculteurs sud-africains assassinés

Les attaques contre des fermes en Afrique du Sud sont des crimes violents, notamment des meurtres, des voies de fait, des viols et des vols qui se déroulent dans des fermes d’Afrique du Sud et ciblent leurs propriétaires, majoritairement des Blancs,.
Le terme n’a pas de définition légale formelle, mais de telles attaques (397 comptabilisées par la police pour 2019-2020) ont fait l’objet d'articles universitaires, de reportages et de discussions dans les médias, dans la sphère politique nationale et internationale. Les attaques de fermes sont ainsi une forte source de préoccupation pour les syndicats agricoles et pour le gouvernement sud-africain du fait de l'impact économique de l'activité des fermiers mais les plans de sécurité rurale qui ont été mis en place se sont révélés peu efficaces.
Les données publiées par le gouvernement sud-africain en 2018 ont montré que le nombre d'attaques de fermes avait augmenté entre 2012 et 2018, mais que le nombre de meurtres dans des fermes avait diminué d'année en année au cours de cette période. Les diverses données restent cependant insuffisantes pour permettre une estimation fiable du taux d'homicide des fermiers sud-africains. Les données du gouvernement sud-africain indiquent qu'entre 58 et 74 meurtres sont commis par an dans des exploitations agricoles pour la période 2015-2017 sur un dénombrement annuel d'environ 20 000 meurtres en Afrique du Sud (alors qu'1,4 million de personnes sont employées dans le secteur de l'agriculture, de la chasse, de la sylviculture et de la pêche). Ces chiffres sont globalement conformes aux chiffres recueillis par l'Union agricole du Transvaal (TAU). Le syndicat agricole, AgriSA, a fait état de statistiques policières indiquant que le taux de meurtres dans les exploitations agricoles avait atteint son plus bas niveau en 20 ans, pour atteindre un tiers du niveau enregistré en 1998. Compte tenu des difficultés à définir et comptabiliser le nombre total de fermiers sud-africains par rapport au nombre de meurtres touchant cette communauté, il n’est pas clair s'ils risquent davantage d’être assassinés que les autres Sud-Africains.
Les affirmations non étayées selon lesquelles de telles attaques de fermiers visent de manière disproportionnée les Blancs constituent un élément clef de la théorie du complot du génocide blanc et sont devenues un sujet de discussion commun parmi les nationalistes blancs au niveau mondial ,,,,,. Cependant, il n'y a aucun chiffre fiable qui suggère que les fermiers blancs soient ciblés en particulier ou qu'ils aient un risque disproportionné d'être tués,,,,,,. Le gouvernement sud-africain, des analystes et Afriforum, une organisation non gouvernementale de défense des Afrikaners, maintiennent que les attaques font partie d'un problème plus large de criminalité en Afrique du Sud et n'ont pas de motifs raciaux,,,.

## Contexte

### Le concept deFarm attack
Les attaques contre les fermes (« farm attack » en anglais) sont devenues une préoccupation importante en Afrique du Sud, dans les années qui ont suivi la fin de l'apartheid. Le terme mérite cependant d'être explicité en l'absence de définition juridique existante. Dawie Swart, criminologue à l'Université d'Afrique du Sud, caractérise le terme de « farm attack » comme étant un concept global qui recouvre diverses actions visant à provoquer des dommages et des souffrances aux agriculteurs et à leurs défenseurs, à leurs employés, à leurs biens et à leurs possessions. Une attaque de ferme est une situation dans laquelle les habitants d'une ferme sont physiquement attaqués avec un objectif précis des agresseurs « qui peut être de tuer, de violer, de voler ou d'infliger des blessures physiques ». Pour Swart, la dynamique de ces attaques se révèle aussi beaucoup plus compliquée qu'on ne peut le croire habituellement.
Adeoye O. Akinola, chercheur à l'université de Johannesburg a noté que la police sud-africaine définit les attaques agricoles comme étant des actes visant personnellement « les résidents, les employés et les visiteurs des fermes et des petites exploitations, que ce soit avec l'intention de tuer, de violer, de voler ou d'infliger des lésions corporelles ». Il constate aussi que la police y englobe plus largement « toutes les actions visant à perturber les activités agricoles » sans faire de distinctions selon le motif (idéologiques, relations de travail, problèmes fonciers, vengeances, griefs personnels, racismes, intimidation) .
Les universitaires H. Strydom et S. Schutte ajoutent au concept des considérants intentionnels, prémédités et militairement organisés (embuscade, incendie ...),.
Pour Johan Burger, de l'Institute for Security Studies, les attaques de fermes et les meurtres à la ferme devraient constituer une catégorie de crimes à part entière, au côté d'autres catégories telles que les cambriolages ou le carjacking et être considérés comme un crime prioritaire. Le chercheur Adeoye O. Akinola estime également nécessaire de catégoriser spécifiquement ces crimes, à l'instar de la « violence sexiste », afin de dépolitiser le débat sur cette thématique.

### Aperçu historique
Les premières attaques répertoriées de fermiers ou assimilés en Afrique du Sud remontent à 1653 (en l’occurrence un berger), soit un an à peine après la fondation de la ville du Cap,. Durant la période où l'esclavage était légal (avant 1830), quelques révoltes d'esclaves se soldent parfois par des tueries de fermiers et de leurs familles,. Les causes des attaques de fermes et de fermiers sont toutefois multiples : vol, vengeance, conflits de pâturage (notamment lors des guerres cafres).
Au XIXe siècle, que ce soit dans les colonies britanniques du Cap et du Natal que dans les républiques boers du Transvaal et de l'Etat libre d'Orange, les fermiers blancs, colons ou boers, sont souvent isolés et en proie à un fort sentiment d'insécurité. Souvent c'est la peur (des viols notamment par les indigènes) et les rumeurs d'empoisonnement ou de massacres que craignent les fermiers (en 1917 en Angola, une révolte dans les plantations avait été marquée par le meurtre de fermiers blancs, plusieurs d'entre eux ayant été victimes d'empoisonnement par leur personnel). Au XXe siècle, plusieurs attaques de fermes, souvent isolées, et de meurtres de leurs propriétaires, souvent âgés, sont mentionnées dans la presse.

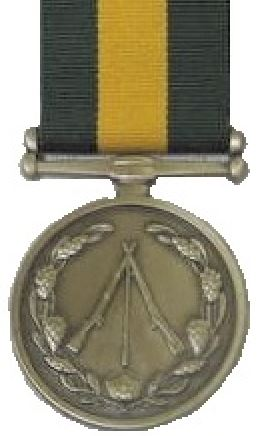
Médaille commémorative créée par la SANDF lors du démantèlement des unités de commandos

En 1715, des volontaires s'étaient constitués en milices appelées commandos pour assurer la sécurité des communautés agricoles de la colonie du Cap. Dans les républiques boers, quand un danger menaçait, tous les hommes d'une communauté de district, armées de leurs propres armes, se constituaient en milice civil. Durant la première guerre des Boers, de tels commandos composés d'agriculteurs constituaient l'armature de l'armée boer et ils furent dissous après la seconde guerre des Boers. Durant la période d'apartheid, des unités de commandos, chargés de la sécurité en milieu rural, sont mis en place à l'initiative du parti national, dans le cadre de la force de défense sud-africaine (SADF), pour assurer également la sécurité des agriculteurs et des travailleurs agricoles. En tant qu'unités civiles auxiliaires, ils sont notamment chargés en zone rurale d'intervenir et de suppléer l’État en cas de sécheresse, d'inondations, de troubles civils ou de gérer les épidémies. La fin de la conscription et la baisse du volontariat au début des années 1990 entame le déclin de ces unités. En 1998, les commandos font partie du plan de sécurité rural (RPP) du gouvernement qui, en matière criminelle, classe les attaques de fermes dans les priorités du gouvernement au côté des attaques de banques, des violences des gangs et des crimes sur femmes et enfants. Ainsi le président Nelson Mandela encourage les fermiers blancs à grossir les rangs des commandos. Cependant, en 2003, le successeur de Mandela, Thabo Mbeki, annonce leur démantèlement au motif que ces formations étaient des unités relevant de l'armée formées à l'époque de l'apartheid, ne s’intéressaient, selon lui, qu'à la sécurité des fermiers blancs et pas à celle de leurs ouvriers agricoles, constituaient une force de police parallèle et n'étaient pas assez racialement diversifiés. Il annonce leur remplacement par une autre force de sécurité en milieu rural qui serait cette fois sous commandement de la police. Cette décision cependant est mal acceptée par la communauté des agriculteurs blancs qui voient la dissolution des commandos existants comme une tentative par le gouvernement sud-africain de les rendre vulnérables à la criminalité.Frans Cronje, directeur de l'institut sud-africain des relations raciales (SAIRR), note, parmi d'autres, que le démantèlement de ces unités de commandos, qui avaient démontré une certaine efficacité dans la lutte contre la criminalité en zone rurale, l'inefficacité manifeste des deux unités distinctes qui les avaient remplacé, l'échec du RPP, le moratoire dans l'embauche de réservistes dans la police, une certaine désorganisation dans leur formation et un manque d'équipement, a finalement aggravé la vulnérabilité des fermiers et des agriculteurs. Johan Burger, de l'Institute for Security Studies, estime de son côté que la police doit développer une stratégie dédiée aux crimes violents commis dans les fermes et les petites exploitations, et cibler plus spécifiquement les groupes responsables de ces crimes.

### Criminalité générale en Afrique du Sud
Depuis la fin de l'apartheid, plusieurs milliers de fermes ont été attaqués et plusieurs milliers de fermiers et de leurs proches ont été assassinés. Ces attaques ont pris de l'ampleur à partir de 1993 et ont été marquées par un recours accrue à la violence, la motivation principale demeurant le vol d'argent, d'objets précieux, d'armes ou de voitures. Le débat à proprement parler sur les attaques contre les exploitations agricoles et les petites exploitations émerge en 1997 et est pris très au sérieux par les syndicats agricoles et le gouvernement sud-africain. Lors du Sommet sur la sécurité rurale, tenu à Midrand en octobre 1998, le problème des attaques agricoles est reconnu comme «complexe et multiforme» alors que celles-ci connaissent une augmentation disproportionnée par rapport à l'augmentation générale des chiffres de la criminalité avant d'atteindre un sommet au début des années 2000.
La pauvreté est souvent un argument invoqué pour expliquer les attaques de fermes, souvent accompagnés de pillages, d'actes de torture, de viols, voire de meurtres, lesquels sont facilités par l'isolement inhérent aux zones rurales. Frans Cronje, pour le SAIRR, souligne, en 2017, que près d'un demi-million de personnes ont été assassinés en Afrique du Sud depuis 1994 et que, concernant les attaques contre les fermiers, dont beaucoup sont blancs, il y a parfois des motivations racistes derrière ces crimes, mais pas systématiquement. Après avoir analysés les différents rapports officiels basés sur les informations disponibles concernant les attaques agricoles et la sécurité en zone rurale, les chercheurs à l'Université de l'État-Libre, Chitja Twala et Marietjie Oelofse, soulignent que l'écrasante majorité des attaques agricoles, souvent planifiées, semble relever de motivations purement criminelles (vols d'armes, d'argent liquide, de voitures, etc.) avec quelques cas de vengeance personnelle et que les auteurs agissent souvent en groupe. Les deux chercheurs émettent cependant plusieurs réserves sur ces rapports officiels, après avoir relevés des contradictions entre les incidents relevés et les statistiques publiées ainsi que des conclusions hatives. L'ONG AfriForum, un lobby afrikaner, confirme que « [l'Afrique du Sud est un pays très violent mais que selon eux] ces attaques ont aussi une cause politique. Certains de nos dirigeants prêchent la haine contre les fermiers blancs et les accusent de tous les maux ». De son côté, la police sud-africaine mentionne que les meurtres (concernant les fermes) ne sont pas majoritairement racistes.
Le site sud-africain de vérification des faits Africa Check souligne que l'Afrique du Sud souffre, de manière générale, d'un très grave problème d'insécurité et que les meurtres de fermiers blancs ne représentent qu'une infime partie des 19 000 meurtres commis entre 2016 et 2017. Ils sont donc considérés comme statistiquement négligeable, même si les attaques de fermes sont une forte source de préoccupation pour les syndicats agricoles et pour le gouvernement sud-africain qui, considérant leur spécificité et l'impact économique de l'activité des fermiers, prend l'initiative d'organiser des conférences sur le sujet en 1997 et de proposer des plans de sécurité rurale qui se révèlent finalement inefficaces.
Dans Le Point, le journaliste Marc Nexon rapporte que 3 000 fermiers ont été assassinés depuis 1994 et qu'ils auraient même entre cinq et dix fois plus de risques de mourir de mort violente que le reste de la population. AfriForum estime pour sa part que les fermiers blancs ont une probabilité 4,5 fois plus importante que les autres sud-africains d'être assassinés dans leur pays. Après avoir effectué ses propres calculs, le site de vérification des faits (Reality Check) de la BBC conclut qu'il n'est pas possible d'affirmer qu' « il y a davantage de probabilité que les fermiers soient victimes d’homicides que le reste de la population »,. Cronje, pour la SAIRR, souligne, en 2017, la difficulté à quantifier les crimes concernant les fermiers blancs, y compris en termes d'estimations comparatives, et qu'en fonction de différentes variables prises en compte, il est possible de démontrer que les agriculteurs sont susceptibles d'être plus attaqués ou assassinés chez eux que les autres sud-africains ou bien que le taux de meurtre les concernant est comparable. Il estime aussi qu'il n'existe pas de volonté politique pour aider les fermiers ou pour combattre la criminalité d'une manière générale, que l’État s'est désengagé (entre autres) des communautés rurales et que la rhétorique politique décrivant les agriculteurs comme des voleurs, des violeurs ou des meurtriers qui méritent d'être expulsés, contribue à une situation d'insécurité pour les fermiers, lesquels sont vulnérables car souvent isolés. Adeoye O. Akinola relève pour sa part la méfiance des fermiers blancs envers la police et la justice, citant qu'en 2015, sur 41 % de suspects arrêtés, 39 % seulement avaient été inculpés et 23 % condamnés (selon un rapport établi par Afriforum pour le forum des minorités du conseil des Nations-unies) . Il estime urgent de créer et former une unité spéciale de la police afin de gérer efficacement la complexité des crimes à la ferme et d'appréhender les coupables pour les faire comparaitre devant la justice.
Au-delà du cas spécifique des fermiers et, en termes de catégories raciales, le site Africa Check estime aussi que les blancs sud-africains ont moins de probabilité d'être victimes d'un meurtre que les autres groupes raciaux du pays. Ranjeni Munusamy, une journaliste proche du clan Zuma, mentionne que « la plupart (des victimes) sont probablement noires » et qu'« il s’agit apparemment de statistiques anonymes dans un pays où la douleur et la souffrance sont classées en fonction de la couleur de peau et de la classe sociale ».

### Question de la propriété des terres et de la réforme agraire
La question d'une éventuelle redistribution des terres est l'un des sujets les plus épineux de l'Afrique du Sud post-apartheid,,,. En 2013, le nombre d’exploitations agricoles détenues par des blancs était de 39 000 (contre 60 000 en 1996) mais du fait du très modeste transfert de terre et de la fusion/concentration des exploitations ou de leur reconversion à de diverses fins commerciales (comme l'agriculture industrielle, les agrocarburants, la production de faune et le tourisme animalier ou la spéculation foncière), le pourcentage de contrôle des terres agricoles par des blancs n'a que peu évolué et baissé de moins d'un tiers depuis la fin de l'apartheid.
Selon le Land Audit report réalisé en 2017 et publié en février 2018 par le ministère du développement rural et de la réforme agraire, environ 37 millions d'hectares appartiennent à des particuliers en Afrique du Sud, soit 39 % du total des terres arables. Environ 36 000 particuliers blancs, qui représentent 8,9 % de la population, possèdent 26,6 millions de ces 37 millions d’hectares, soit 72 % de ces terres exploitées, tandis que les Noirs n’en possèdent que 4 %, le reste des terres cultivables étant réparti entre différentes autres communautés,,. Les 61 % de terres restantes se trouvent aux mains de différentes entités que ce soit des fondations dont des églises (31 % du total), des sociétés privées (25 %), notamment des sociétés minières, et des associations communautaires (4 %) sans que le profil racial de ces structures soit précisé.
Les analystes pointent notamment la situation d'injustice ressentie sur la propriété des terres, qui est passé durant le XXe siècle de la population noire autochtone, à la population blanche, pour une grande partie. Les populations autochtones noires en ont été progressivement dépossédées à partir du début du XXe siècle (via le Natives Land Act).
Dans la seconde moitié des années 1990, à la suite de la victoire du congrès national africain et de la formation d'un gouvernement d'unité national, la politique mise en place, tournée vers la libéralisation de l’agriculture commerciale, a renforcé une production avantageant les industries agro-alimentaires et de nombreux propriétaires fonciers blancs, supprimant au passage les subventions publiques qui avaient permis sous l'apartheid à de petits agriculteurs blancs de ne pas faire faillite, accélérant aussi les politiques de concentration et de « rationalisation » du secteur. Or, le congrès national africain avait promis aux populations noires de redistribuer 30 % des terres privées détenues par des blancs ou confisquées sous l'apartheid et de sécuriser la tenure foncière. La réforme mise en place, qui fut finalement un échec, s'organisait autour de l’achat de fermes privées blanches au prix du marché et s'était finalement orienter vers le soutien à des sélections de fermiers noirs ayant la capacité de s’intégrer dans le secteur agricole commercial. Ainsi, si moins de 8 % des terres furent transférées en 20 ans, la moitié de ces terres fut ensuite revendue à des exploitants blancs alors que la demande de terre, par les ouvriers agricoles noirs notamment, demeure très importante et inassouvie. En plus du manque de volonté de l’État et des insuffisances fonctionnelles des gouvernements locaux, l'hostilité de nombreux fermiers blancs, très organisés, a contribué également à l'échec de cette première réforme agraire.
L'un des arguments utilisés pour justifier une expropriation est l'extension des élevages gérés par les Blancs, dont la gestion « rationnelle » empêchait sa dégradation et sa désertification, à rebours des terres qui auraient été gérées par les autochtones, mais ce dernier argument n'a pas été démontré par les faits, au contraire.
La question de la redistribution foncière ne fait pas consensus entre le gouvernement, issu de l'ANC, et la minorité blanche. Le premier obstacle à une telle politique permettant des d'expropriations sans indemnités est la Constitution qu'il faudrait modifier. Or, si l’expropriation des Blancs est présentée par le gouvernement comme un avancée vers la réconciliation nationale, les modalités législatives et constitutionnelles pour l'adoption d'une nouvelle loi foncière suscitent des inquiétudes chez les investisseurs obligeant le gouvernement à la prudence. Le projet de loi foncière, prévoyant des expropriations sans indemnisation, nécessitant donc la modification de la Constitution concernant la protection du droit de propriété, est rejeté en décembre 2021 par le parlement, faute de majorité qualifié des deux tiers des députés pour l'adopter.
Camille Belsœur rapporte dans Slate que c'est un « héritage empoisonné qui hante ses campagnes où la dramatique continuité des inégalités de l’apartheid ». La redistribution des terres promise depuis des décennies par l'ANC est bloquée et les communautés noires rurales désespérées envisage la violence en dernier recours. Il est fréquent que les assassinats soient commis par d'anciens ouvriers agricoles.

### Radicalisation politique
En 2009, Julius Malema, alors chef de la Ligue de jeunesse du Congrès national africain, réactive Dubula ibhunu (« Tuez le Boer »), un chant traditionnel de l'époque où l'ANC luttait contre l'apartheid et qui qualifie notamment les Boers (Afrikaners) de « violeurs » et de « voleurs ».
La réactivation de cette chanson, plus communément désignée comme le chant shoot the boers, intervient dans un contexte où, selon Agri SA la plus importante union d'exploitants agricoles, deux fermiers sont tués chaque semaine en Afrique du Sud, un pays où 50 personnes sont assassinées chaque jour et qui totalise 11 785 attaques et 1 804 meurtres de fermiers depuis 1991 (selon la police, il y a eu 1 248 meurtres dans des fermes, fermiers et ouvriers confondus entre 1997 et 2007).
Selon les partisans de Malema, parmi lesquels Winnie Mandela, ce chant est inoffensif, appartient à l'histoire du pays et ne vise personne en particulier mis à part le système de l'apartheid. Perçue comme une chanson raciste et appelant au meurtre, la chanson Dubula ibhunu sera déclarée contraire à la Constitution par la justice sud-africaine en mars 2010 sans pour autant que Malema accepte le jugement. L'ANC annonce alors qu'elle fera appel de ce jugement.
Poursuivi devant un tribunal de Johannesburg par des organisations civiles afrikaners comme Afriforum et l'Union agricole du  Transvaal (TAU), Julius Malema est reconnu coupable d'incitation à la haine pour avoir repris dans ses meetings cette chanson de la lutte anti-apartheid et est condamné à payer une partie des frais de justice. Il accuse alors la Cour de « racisme » à son égard. Le 19 septembre 2011, le Congrès national africain annonce qu'il fait appel contre ce jugement interdisant le chant contesté, mais en 2012 annonce s'engager à ne plus la chanter.
À la suite de l'occupation de fermes à Stellenbosch par le mouvement Black First Land First (BLF) en 2018 et d'appels de son leader aux populations noires « à chasser les Blancs voleurs de terres », à occuper les terres appartenant à des Blancs, une dizaine de propriétaires de fermes viticoles du Cap occidental visés par des menaces et des harcèlements se regroupent en mars 2019 pour demander une interdiction judiciaire à l'encontre de BLF dont ils dénoncent le préjugé racial.
En mai 2019, l'ordonnance de la Haute Cour du Cap-Occidental donne raison aux fermiers, interdit aux membres de BLF d'entrer sur les terres des propriétés viticoles mentionnées dans la procédure et leur interdit d'y ériger ou de tenter d'ériger toute forme de structure, que ce soit de nature temporaire, permanente ou semi-permanente. Pour la porte parole de BLF, cette ordonnance d'interdiction ne pourra pas les empêcher de continuer à occuper d'autres terres. Dans ce contexte, en juin 2019, un viticulteur sud-africain de Stellenbosch, qui avait obtenu un ordre d'expulsion des squatters occupant les terres de sa ferme et qui avait donné plusieurs interviews à la presse internationale, dans lesquelles il mentionnait les menaces de mort qu'il recevait, est assassiné chez lui par quatre hommes, parvenus à s'introduire à son domicile malgré les mesures de sécurité,,.

## Chiffrage des attaques
Selon Statistics South Africa, en 2001, près de 1,4 million de personnes sont employées dans le secteur de l'agriculture, de la chasse, de la sylviculture et de la pêche.
Les attaques de fermes pour leur part sont difficiles à décompter et les chiffres divergent, du fait des différentes variables pris en compte et des modalités de comptage, entre les statistiques de la police sud-africaine et les organisations de fermiers,,. La police raisonne notamment par année fiscale, souligne que ses statistiques comptabilisent les fermiers, leur famille, les visiteurs éventuels, les salariés agricoles et les petites exploitations agricoles alors que les ONG raisonnent par année civile et comptent également les attaques sur des petites propriétés résidentielles et sur des terrains ruraux. Par ailleurs, d'une manière globale, la police a été accusée de minimiser les statistiques générales sur la criminalité ou de produire des chiffres incohérents, notamment en comparaison avec les chiffres sur les meurtres diffusés par le Medical Research Council et le département des affaires internes, et n'a donné aucune statistique entre 2007 et 2010 sur les attaques de fermes.
Les chercheurs de l'université de l'État-Libre, Chitja Twala et Marietjie Oelofse décomptent 6 122 attaques de fermes et 1 254 tués entre 1991 et 2001. Pour l'année 2001, ils dénombrent 1 011 attaques pour 147 tués (10,5 % des victimes d'attaques) et 484 blessés (34,6 % des victimes d'attaques). Environ 12,3 % des victimes ont été violées, 71 % de toutes les victimes de viols étant des membres de la communauté noire sud-africaine,.
En se basant sur les chiffres officiels de la police, AgriSA, une importante organisation syndicale d'agriculteurs commerciaux, dénombre au moins 1 733 meurtres de 1996/1997 à 2017/2018, la période fiscale 2007 à 2010 n'étant pas incluse dans le calcul, faute de décomptes officiels de la police,.
Pour 2019-2020, la police chiffre à 49 fermiers blancs tués sur un total de 21 325 victimes de meurtre dans tout le pays.
| Période   | Nombre de meurtres | Nombre d'attaques |
| --------- | ------------------ | ----------------- |
| 1996–97   | 84                 | 433               |
| 1997–98   | 142                | 490               |
| 1998–99   | 144                | 827               |
| 1999–2000 | 144                | 823               |
| 2000–1    | 147                | 908               |
| 2001–2    | 140                | 1 069             |
| 2002–3    | 103                | 903               |
| 2003–004  | 88                 | 773               |
| 2004–5    | 82                 | 694               |
| 2005–6    | 88                 | 636               |
| 2006–7    | 86                 | 794               |
| 2010–11   | 80                 | 532               |
| 2011–12   | 56                 | 523               |
| 2012–13   | 59                 | 566               |
| 2013–14   | 57                 | 517               |
| 2014–15   | 60                 | 490               |
| 2015–16   | 49                 | 446               |
| 2016–17   | 74                 | 357               |
| 2017–18   | 62                 |                   |
| 2018–19   | 47                 |                   |
| 2019–2020 | 49                 | 397               |

| Période | Nombre de meurtres | Nombre d'attaques |
| ------- | ------------------ | ----------------- |
| 2002    | 119                | 229               |
| 2003    | 89                 | 145               |
| 2004    | 115                | 116               |
| 2005    | 55                 | 82                |
| 2006    | 46                 | 82                |
| 2007    | 60                 | 94                |
| 2008    | 79                 | 184               |
| 2009    | 71                 | 152               |
| 2010    | 64                 | 115               |
| 2011    | 48                 | 96                |
| 2012    | 53                 | 279               |
| 2015    | 64                 | 318               |
| 2016    | 71                 | 369               |
| 2017    | 82                 | 423               |
| 2018    | 33 (sur 6 mois)    | 206 (sur 6 mois)  |
| 2019    | 56                 |                   |
| 2020    | 71                 | 397               |

De son côté, l'ONG AfriForum recense 64 meurtres sur un total de 334 attaques pour l'année civile 2016, 57 fermiers tués pour 552 attaques sur 2019 et 63 fermiers tués pour 382 attaques sur l'année civile 2020,.
Johan Burger, de l'Institute for Security Studies, note que les attaques et les meurtres dans les fermes suivent la même tendance générale à la hausse des crimes graves et violents en Afrique du Sud. D'après The Times et The Guardian, la baisse en 15-20 ans du nombre des homicides (153 personnes tués en 1998 contre 47 en 2017-2018 selon les chiffres d'AgriSA) et des attaques sur les fermes (1068 en 2001-2002 contre 561 en 2017-2018) est due au fait que les fermiers se défendent davantage, et sont mieux préparés pour contrer leurs assaillants.

## Profil des victimes
La communauté agricole est composée de nombreux acteurs. On peut y distinguer les propriétaires ou les locataires de la ferme, leur famille ainsi que les autres résidents de l'exploitation agricole (employés et main-d'œuvre). Les propriétaires de fermes (et leurs familles) sont généralement des blancs qui ont souvent hérité de leur exploitation agricole. Les autres résidents sont majoritairement des ouvriers agricoles noirs, dont la plupart sont nés sur la ferme et y vivent avec leur famille.
En 2001, le Centre d’information sur la criminalité mentionnait dans une étude que 69,7 % des victimes d'attaques sur les fermes étaient des fermiers ou des membres de leur famille, 29,5 % des employés ou des membres de leur famille et 0,9 % des visiteurs. Sur les 1 398 victimes d'attaques recensés dans l'étude, 59,2 % étaient des hommes et 40,8 % des femmes,.
En 2003, une commission d'enquête sur les attaques agricoles mentionnaient que 61 % des 1398 victimes recensées alors d'attaques de fermes, étaient des blancs et 33 % étaient des noirs. Selon l'office des statistiques sud-africaines sur la criminalité, 46 des 62 personnes assassinés sur une ferme sur la période 2017/2018 étaient des blancs, 52 d'entre eux étaient les propriétaires ou les exploitants, neuf des employés agricoles et un était un chef d'exploitation.
Veronica Hornschuch, dans son mémoire à l'Université de Pretoria, souligne la vulnérabilité particulière des victimes d'attaques qui ne se sentaient pas en sécurité dans leur ferme bien que souvent elles croyaient, à tort, leur logement sécurisé. Ceux qui bénéficient d'un bon système de sécurité dans leurs maisons sont d'ailleurs pour leur part souvent attaqués à l'extérieur de leur logement. Elle souligne le sentiment de peur ou de méfiance accrue, notamment envers les populations noires du fait de l'origine des assaillants, ainsi que les conséquences financières, le capital disponible étant utilisé pour payer les factures médicales et améliorer la sécurité. Parfois les victimes d'attaques doivent déménager.

## Conséquences
Le climat politique n'incite pas les fils d’agriculteur à reprendre l'exploitation familiale, qui est parfois dans la famille depuis 200 ans,.
AgriSA, le plus important représentant des agriculteurs commerciaux d'Afrique du Sud, avait tôt pris l'initiative de s'entretenir avec les représentants du gouvernement, de rédiger des pétitions et d'organiser des manifestations contre les attaques agricoles dans les neuf provinces. Par l'intermédiaire d'AgriSA, de nombreuses entreprises spécialisés sur la sécurité telle Sanlam contribuent à améliorer la sécurité des communautés rurales, aidées par les contributions d'entreprises internationales comme Daimler Chrysler, Aérospatiale ou AIG.
Lors de la manifestation nationale des fermiers à l'occasion du Lundi Noir le 30 octobre 2017, les organisations de fermiers blancs dénoncent les nombreux assassinats dont ils s'estiment victimes, mentionnant le nombre de 72 fermiers blancs tués, lors de 350 attaques en 2017. Des images diffusés sur twitter puis par la presse en ligne laissent penser dans un premier temps que plusieurs manifestants ont brandi l'ancien drapeau de l'Afrique du Sud, en vigueur notamment sous l'apartheid, mais la quasi-totalité des photos alors diffusées se révèlent par la suite être d'anciennes photos,. Néanmoins, la présence hypothétique de ce drapeau dans les cortèges et les photos diffusées pour illustrer les défilés sont, pour l'ANC, relayée par l'éditorialiste Ranjeni Munusamy, proche de l'ANC, la preuve d'« une nostalgie de l'apartheid », du racisme et du suprémacisme blanc chez ces manifestants et demande aux fermiers « à apprécier l'importance de toutes les vies, pas seulement celles des Blancs »,.

## La théorie complotiste d'un «génocide blanc» orchestré
Adeoye O. Akinola note que les attaques contre les fermes et les meurtres de fermiers blancs ont mené à une « racialisation » des antagonismes sur les terres agricoles, dont la narration est complexifiée par la diversité des perceptions. D'un côté des populations noires qui peuvent estimées être maltraitées, déshumanisées et continuer à subir une injustice historique et, de l'autre côté, des agriculteurs qui peuvent estimer avoir des « droits légitimes sur les terres qu'ils habitent » et rejettent tout lien entre l'apartheid, la dépossession des terres et leur richesse foncière. Face à des menaces réelles ou irréelles pour leur vie et leurs biens, certains d'entre eux développent une paranoia et une rhétorique raciste centrée autour du terme de « génocide blanc » qui perçoit les meurtres sur les fermes comme des « actes systématiquement orchestrés » (par des noirs) et soutenus par le gouvernement (des noirs) dans le but « d'exterminer progressivement les fermiers blancs » et de se saisir de leurs fermes. Lors des manifestations d'octobre 2017, une « aile d’extrême-droite » de fermiers blancs a en l'occurrence évoqué cette théorie du complot en parlant de meurtres qui étaient orchestrés. Akinola souligne que le terme de génocide est cependant inapproprié et infondé dans le contexte car ce dernier renvoie au « meurtre délibéré d'un grand groupe de personnes d'une nation, d'une race ou d'une ethnie particulière » dans le but ultime de les exterminer. Même si « dans certains cas, les attaques et les meurtres ont été si brutaux que beaucoup pensent qu'il existe un élément de vengeance raciale pour l'apartheid », il n'existe pas ici « d'intention prouvée de la part des auteurs de détruire physiquement un groupe national, ethnique, racial ou religieux » correspondant à la définition de génocide alors que tous les Sud-Africains vivant dans des fermes isolées sont vulnérables face à la criminalité particulièrement élevée dans le pays.
Pour la Commission sud-africaine des droits humains, « beaucoup de ces attaques ou de ces meurtres sont motivés par un élément criminel » comme le vol, mais « certaines investigations montrent qu’un nombre disproportionné de ces attaques sont motivées par la haine raciale » sans toutefois que cela puisse non plus être considéré et classé comme un génocide. Le magazine Slate  rappelle que si les fermiers sont autant victimes d’un phénomène de « revanche raciale qui ne dit pas son nom », « que d’une redistribution violente des richesses dans un des pays les plus mal notés à l’indice de Gini », il n'y a pas pour autant de génocide car il faudrait que les blancs soient visés comme groupe, or les fermiers noirs sont aussi visés,.
Si l'assassinat de fermiers blancs en Afrique du Sud est un phénomène réel, il est néanmoins statistiquement décroissant depuis plusieurs années selon les statistiques mentionnées par l’organisation AgriSA et est même en 2017 à son plus bas niveau depuis 20 ans, toutes couleurs de peau confondues, et n'aurait absolument rien d'un génocide,.
Des petits groupes extrémistes tels que les Suidlanders propagent à l'étranger l'idée de l'existence d'un génocide blanc en cours en Afrique du Sud auprès de groupes d'extrême droite tel que David Duke ancien grand sorcier du Ku Klux Klan et partisan de Donald Trump, d'autres suprémacistes blancs et sympathisants Nazi. Ce point de vue a également été repris par les membres du groupe Europe des nations et des libertés au parlement européen tandis que la députée européenne britannique Janice Atkinson (ex-UKIP) tentait en novembre 2017 sans succès d'obtenir un débat parlementaire sur les meurtres dans les fermes sud-africaines.
Quelques militants continuent aussi de propager de telles contre-vérités ou des opinions subjectives non étayées sur les réseaux sociaux comme l’éditorialiste canadienne Lauren Southern, proche de l’extrême droite, qui affirme sur Breitbart News : « Si cela continue [les meurtres des fermiers blancs, ndlr], j’ai peur que cela soit le début de ce qu’on pourrait appeler un génocide »,.
Quartz Africa estime que « les attaques contre les fermiers blancs ont attiré l'attention du public international, en particulier dans les cercles conservateurs » mais que « l'indignation internationale » à propos d'un soi-disant "génocide" contre des fermiers blancs néglige de prendre en compte les statistiques. En France, Checknews de Libération constate que le soi-disant génocide des fermiers blancs est un thème largement instrumentalisé par l’extrême droite ». Des tweets et des vidéo YouTube visionnées des centaines de milliers de fois relaient des rumeurs de génocide tout en renvoyant sur des sites d'extrême droite français.

## Campagnes internationales et réactions
En mai 1998, AgriSA intervient lors de la 33e Conférence générale de la Fédération internationale des producteurs agricoles (FIPA) qui se tient alors à Manille aux Philippines, pour alerter l'opinion internationale des implications de ces attaques agricoles, notamment sur la capacité de production, sur la sécurité alimentaire et sur le risque de troubles sociaux.
En avril 2018, considérant que les fermiers blancs d'Afrique du Sud sont persécutés et qu'ils « devaient fuir les conditions atroces provoquées par les violences criminelles et la politique de redistribution des terres de Pretoria pour gagner un pays civilisé », Peter Dutton le ministre australien de l'Intérieur, se dit prêt à leur accorder des visas. Le gouvernement sud-africain jugea offensant les propos du Ministre ce qui amena le Premier ministre australien, Malcolm Turnbull, et la ministre australienne des Affaires étrangères, Julie Bishop, à retirer les propos de Peter Dutton en mentionnant qu'ils « ne reflétaient pas la position du gouvernement australien »,.
Durant l'année 2018, une délégation d'AfriForum, devenu le principal groupe de pression afrikaner, dirigée par Kallie Kriel et Ernst Roets, se rend à deux reprises aux Etats-Unis dans le cadre d'une campagne internationale de lobbying où ils soutiennent que les fermiers blancs seraient ciblés et tués, seraient victimes de discrimination par des programmes d'action positive et qu'ils seraient bientôt également victime d'expropriation sans compensation si le projet de réforme agraire, alors en discussion au parlement, était adopté. Ils y rencontrent divers groupes de réflexion conservateurs, l'agence gouvernementale d'aide internationale USAid, John Bolton, le conseiller à la sécurité du Président Donald Trump et accordent plusieurs interviews, notamment à Fox News. À la suite d'un reportage de Fox News, où le présentateur Tucker Carlson interviewait Roets et affirmait à tort que le gouvernement sud-africain avait changé la constitution du pays pour permettre de saisir sans indemnisations des terres aux citoyens blancs parce qu'ils n'ont pas la bonne couleur de peau, le président américain, Donald Trump évoque dans un tweet le « massacre à grande échelle des fermiers » et déclare que « le département d'État enquêterait sur les saisies de terres et de fermes » en Afrique du Sud. Le magazine L'Express comprend ce tweet comme une tentative du président américain de lancer une polémique pour en faire oublier une autre qui le met en cause aux États-Unis au même moment. Selon Jared Holt, chercheur chez Right Wing Watch le tweet « a ravi des militants suprémacistes américains ». Pour The Daily Beast « les saisies de terres en Afrique du Sud sont un sujet phare des extrémistes de droite américains ». Donald Trump a signé le 7 février 2025, un décret intitulé « Lutter contre les actions scandaleuses de la République d'Afrique du Sud ». Ce décret établit la politique américaine d'aide aux réfugiés afrikaners fuyant les mesures gouvernementales perçues comme racialement discriminatoires, notamment la confiscation de biens fondée sur l'origine ethnique.